# Aproximações de π

Gráfico mostrando a evolução histórica do recorde da precisão da aproximação numérica de pi, medido em dígitos decimais (plotado em escala logarítmica; no tempo antes de 1400 está fora de escala)

Aproximação numérica de ': enquanto pontos são aleatoriamente dispersos dentro da unidade quadrada, alguns caem dentro da unidade circular. A fração de pontos que caem no circulo aproxima-se de π/4 quando mais pontos são adicionados a ele

Aproximações da constante matemática pi (π) na história da matemática atingiram uma precisão de 0,04% antes do início da era moderna (Arquimedes). Na matemática chinesa a aproximação foi melhorada, correspondendo a aproximadamente sete dígitos decimais no século V.
Progressos adicionais não foram registrados até o século XV (Ghiyath al-Kashi). Matemáticos do início da idade moderna obtiveram uma precisão de 35 dígitos no início do século XVII (Ludolph van Ceulen), e 126 dígitos no século XIX (Jurij Vega).
O recorde de aproximação manual do número pi foi de William Shanks, que calculou corretamente 527 dígitos em 1873. Desde a metade do século XX a aproximação de {\displaystyle \scriptstyle {\pi }} tem sido tarefa de computadores eletrônicos digitais; em novembro de 2016, o recorde é 22,4 trilhões * trilhões de dígitos. (Para uma visão compreensiva ver cronologia do cálculo de pi.)

## História antiga
As adaptações mais conhecidas de π datando de antes da Era Comum são números de duas casas decimais; isso foi melhorado com a matemática chinesa, em particular pela metade do primeiro milênio.
Alguns egiptólogos reivindicam que pessoas do Antigo Egito usaram como aproximação de π a fração 22⁄7 durante o período do Império Antigo. Essa reivindicação possui céticos.
Na matemática babilônica, π era usualmente aproximado para 3, o que foi suficiente para os projetos arquitetônicos da época (notavelmente refletiu para a descrição do Templo de Salomão na Bíblia hebraica. Os babilônicos tinham conhecimento que isso era uma aproximação e um antigo tablete babilônico matemático escrito próximo a Susa em 1936 (e datada entre os séculos XIX e XII AEC) davam a melhor aproximação de π como 25/8=3,125, aproximadamente 0,5% abaixo do valor exato.
O egípcio Papiro de Rhind (datado do segundo período intermediário, aproximadamente 1600 AEC, embora parecer ser uma cópia de mais velho texto do Império Médio) implica na aproximação de π em 256⁄81 ≈ 3,16 (exatidão de 0,6%) pelo cálculo do círculo assemelhando ele de um octógono.
Cálculos astronômicos no Satapatha Brahmana (aproximadamente século I AEC) usa a aproximação fracional 339/108≈3,139.
No século III AEC, Arquimedes provou as desigualdades agudas 223⁄71 < π < 22⁄7 por um 96-gono (precisões de 2·10−4 e 4·10−4 respectivamente).
O matemático chinês Liu Hui em 263 EC calculou π entre 3,141024 e 3,142708 ao inscrever um 96-gono e um 192-gono; a média dos dois valores é de 3,141864 (precisão de 9·10−5). Ele também sugeriu que 3,14 seria um bom valor para a praticidade. Ele é também creditado por um posterior e mais preciso resultado: π ≈ 3927/1250 =  3,1416, mas alguns estudiosos acreditam, por causa da posterioridade (século V), que é do matemático chinês Tsu Ch'ung Chih. Ele também é conhecido por ter calculado π entre 3,1415926 e 3,1415927, que estava correto até a sétima casa decimal. Ele deu duas aproximações ao π: π ≈ 22/7 e π ≈ 355/113. A última fração é a melhor e possível aproximação racional de π usando menos que cinco dígitos decimais no numerador e denominador. O resultado de Tsu Ch'ung Chih ultrapassa a precisão feita pela matemática grega e continuaria sem melhoras até o final do milênio.
No Império Gupta, o matemático Ariabata em seu tratado astronômico Āryabhaṭīya calculou o valor de π com cinco casas decimais significativas (π ≈ 62832/20000 = 3,1416), usando-o para calcular aproximadamente a circunferência da Terra. Ariabata falou que seu resultado "aproximado" (āsanna "aproximar") dava a circunferência de um circulo. O seu comentarista no século XV Nilakantha Somayaji (da escola Kerala de Astronomia e Matemática) argumentou que a palavra não significava somente uma aproximação, mas que o valor era imensurável (irracional).

## Idade média

Comparação de convergências das duas séries de Madhava (aquele com √12 em azul escuro) e diversas de outras históricas séries infinitas para π. S_{n} é a aproximação após pegar n termos. Cada gráfico área sombrada é aumentada em 10 vezes

Pelo século V EC, π era conhecido por aproximadamente sete dígitos na matemática chinesa e cinco na matemática hindi. Progresso posterior não foi feito até o fim do milênio, até o século XIV, quando o matemático e astrônomo Madhava de Sangamagrama, fundador da escola Kerala de Astronomia e Matemática, descobriu a série infinita de π, conhecido como série de Madhava–Leibniz, e dá dois métodos para calcular o valor de π. Um dos métodos é obter rapidamente a série convergente transformando na série original infinita de π. Fazendo-o, ele obteve a série infinita
{\displaystyle \pi ={\sqrt {12}}\sum _{k=0}^{\infty }{\frac {(-3)^{-k}}{2k+1}}={\sqrt {12}}\sum _{k=0}^{\infty }{\frac {(-{\frac {1}{3}})^{k}}{2k+1}}={\sqrt {12}}\left(1-{1 \over 3\cdot 3}+{1 \over 5\cdot 3^{2}}-{1 \over 7\cdot 3^{3}}+\cdots \right)}
e usou os primeiros 21 termos para calcular uma aproximação de π com 11 casas decimais certas: 3,14159265359.
O outro método usado foi adicionar termo restante à série original de π. Ele usou o termo remanescente
{\displaystyle {\frac {n^{2}+1}{4n^{3}+5n}}}
na expansão infinita da série de π⁄4 a melhorar a aproximação de π em 13 casas decimais de precisão quando  n = 75.
Ghiyath al-Kashi, astrônomo e matemático persa calculou corretamente 2π até a 9ª casa sexagesimal no ano de 1424. O número com 17 dígitos decimais é
{\displaystyle 2\pi \approx 6.28318530717958648,\,}
o que equivale a
{\displaystyle \pi \approx 3.14159265358979324.\,}
Ele conseguiu essa precisão por calcular o perímetro de um polígono regular com 3 × 228 lados.

## Séculos XVI a XIV
Na segunda metade do século XVI, o matemático francês François Viète descobriu um convergindo a π chamado de fórmula de Viète.
O matemático alemão Ludolph van Ceulen, por volta do ano de 1600, calculou as primeiras 35 casas decimais de π com o 262-gono. O número calculado foi inscrito em sua lápide.
Em Cyclometricus (1621), Willebrord Snel van Royen obteve uma evolução no modo de desenvolver o número π ao sugerir que o perímetro de um polígono de quantidade de lados qualquer converge àquele número o dobro da rapidez de que um perímetro circunscrito em um polígono. Isso foi provado primeiramente por Christiaan Huygens em 1654. Usando esse método foi possível obter 7 dígitos de um polígono com 96 lados.